# Plain (singolo)
Plain è un singolo della cantautrice neozelandese Benee, pubblicato il 27 ottobre 2020 come terzo estratto dal primo album in studio Hey U X.

## Descrizione
Partecipano al brano le cantanti Lily Allen e Flo Milli.

## Tracce
1. Plain (feat. Lily Allen, Flo Milli) – 3:51